# Tupche
Tupche (en népalais : तुप्चे) est un comité de développement villageois du Népal situé dans le district de Nuwakot. Au recensement de 2011, il comptait 5 286 habitants.